# Anyegin

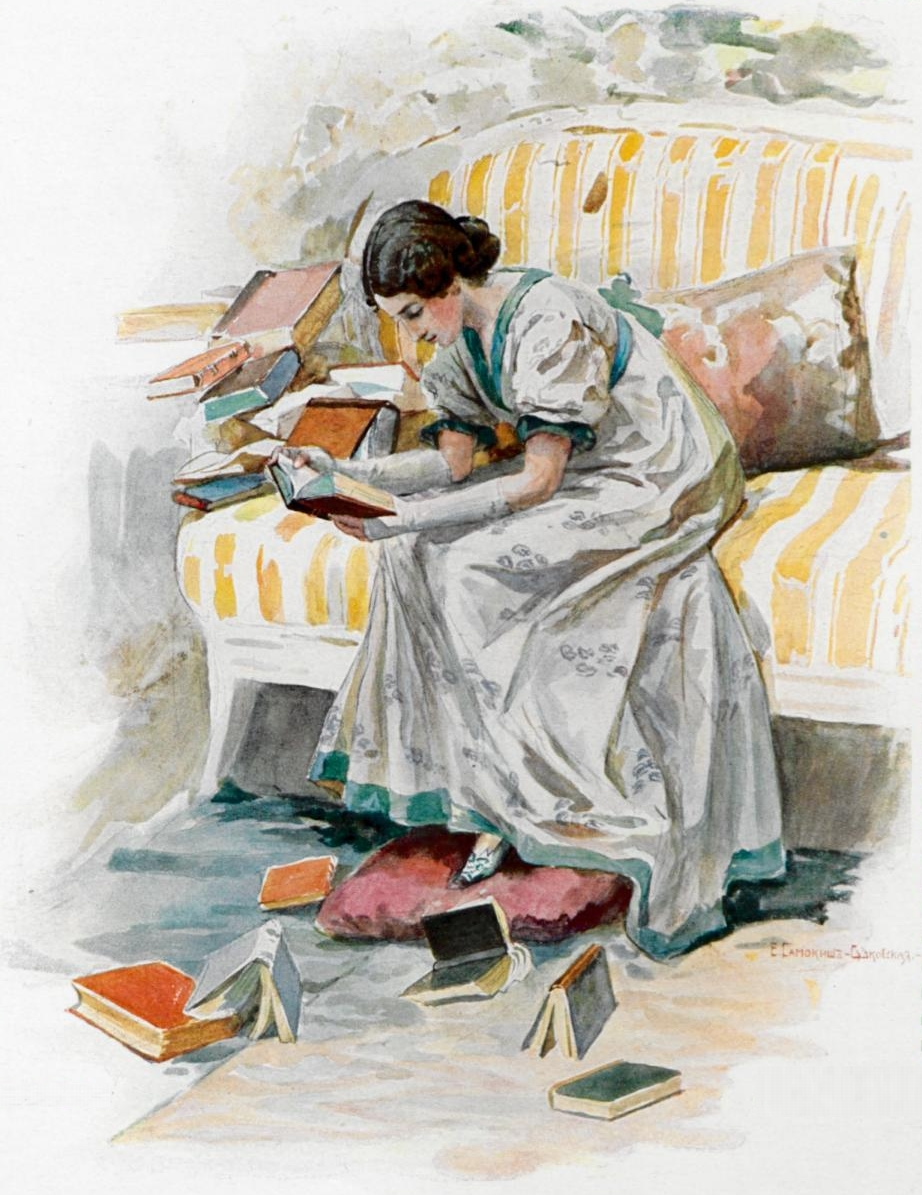
Tatjana. Jelena Petrovna Szamokis-Szudkovszkaja festménye, c. 1900.

Az Anyegin vagy Jevgenyij Anyegin (oroszul: Евгений Онегин, kiejtéseⓘ, szoros átírásban Jevgenyij Onyegin), Alekszandr Szergejevics Puskin romantikus verses regénye, az orosz irodalom egyik klasszikusa. Belinszkij az orosz élet enciklopédiájának nevezte, mert a szöveg a 19. századi viszonyokat több síkon, szociográfiailag is ábrázolja, így az olvasó elé tárulnak többek között az irodalom, az orosz irodalmi élet problémái, az orosz nyelv használatának problémája, az oktatás helyzete, a város és a falu ellentéte. A mű 1823 és 1831 között, részletekben íródott és jelent meg. A vers úgynevezett Anyegin-strófában íródott, sajátos rímképlettel (AbAbCCddEffEgg, ahol a nagybetűk nőrímek, a kisbetűk hímrímek). Műfaját Byron ihlette, szerkezetét tekintve több síkon is értelmezhető, „regény a regényben”: az Anyegint olvasva egy verses regény születésének is szemtanúja az olvasó.

## Szereplők
A mű címszereplője Jevgenyij Anyegin, az ifjú örökös, dandy, akinek útkereséséről szól a regény. Sok mindenben kipróbálja magát, művész akar lenni, majd tudós, belekóstol a földesúri szerepbe, de azt is elunja. Erőt vesz rajta az életuntság, a világfájdalom, Anyegin alakjával Puskin továbbfejlesztette az orosz irodalomban később oly meghatározóvá váló „felesleges embert”. Anyegin megismerkedik Tatjana Larinával, aki azonnal beleszeret a fiatalemberbe, ám Anyegin visszautasítja a lányt. Anyegin barátja Vlagyimir Lenszkij, akit Anyegin féltékennyé tesz azzal, hogy Tatjana húgának, Olgának udvarol. A műben fontos szerep jut a narrátornak, akinek jelenléte – a romantikára jellemző módon – a valóság illúzióját hivatott erősíteni, mintha megtörtént eseményt tárna az olvasók elé. Az elbeszélő különféleképpen viszonyul az egyes szereplőkhöz, Tatjanát kedveli, Lenszkijt bár nagyra becsüli, halála után rámutat eszméinek életképtelenségére is. Anyeginhez bonyolult viszony fűzi, gyakran puskini életrajzi elemek is feltűnnek (például a száműzetés), egyszerre szereti és bírálja a főszereplőt. Anyegin útkeresése egyben Puskin saját útkeresése is.

## Történet
Jevgenyij Anyegin egy orosz aranyifjú, aki unja az életét. Vidéki házat örököl elhunyt nagybátyjától, és odaköltözik. Megismerkedik a fiatal, idealista Vlagyimir Lenszkijjel, akivel barátságot köt. Lenszkij Olga Larinának udvarol, és egy nap magával viszi Anyegint vacsorázni a lány otthonába. Olga testvére, Tatjana, beleszeret Anyeginbe, és még aznap este szerelmeslevelet ír neki, ahogy azt kedvenc francia regényeinek főhősnői tennék, ám a korabeli orosz társadalomban illetlen egy nőnek ilyet cselekednie. Anyegin nem válaszol rá, később, egy személyes találkozó alkalmával azonban finoman visszautasítja a lány közeledését.
Később Lenszkij meghívja a férfit Tatjana névnapi ünnepségére, ígérve, hogy csupán szűk családi összejövetel lesz. Ehelyett Anyegin egy hatalmas, mozgalmas bálba csöppen, amely pontosan arra az életre emlékezteti őt, amibe annyira beleunt korábban. Bosszúból, hogy bosszantsa az őt félrevezető Lenszkijt, flörtölni kezd Olgával, és felkéri táncolni. Lenszkij dühösen elvonul, másnap reggel pedig párbajra hívja egykori barátját. Anyegin a párbajban megöli Lenszkijt, majd elutazik. Tatjana elmegy Anyeginhez, de a házat üresen találja. Beleolvas a férfi könyveibe, a lapszéli jegyzeteibe, „és egyre jobban / Meglátja azt, kiért epedt”, rájön, hogy Anyegin személyisége csupán irodalmi hősök keveredése, és nincs is „valódi” Anyegin.
Tatjana Moszkvába költözik, ahol férjhez megy. Olyannyira felnő, hogy amikor legközelebb Szentpéterváron találkoznak, Anyegin alig ismeri meg. A férfi most már udvarolna neki, ám a nő visszautasítja a közeledését. Leveleket ír a nőnek, választ azonban nem kap. Később ismét találkoznak, ahol Tatjana bevallja Anyeginnek, hogy szereti, de nem fogja elhagyni miatta a férjét. Tatjana utolsó monológja Anyegin korábbi monológját idézi, melyben ő utasította vissza a lányt.

## Keletkezése
Puskin hosszú ideig, pontosan hét évig, négy hónapig és 17 napig dolgozott az Anyegin szövegén. 1823. május 9-én kezdett hozzá Kisinyovban (ma: Chișinău), ahová I. Sándor cár küldte politikai nézetei és életmódja miatt. Részenként jelentette meg, saját feljegyzései szerint 1830. szeptember 25-én fejezte be Bolgyinóban, bár Anyegin levele Tatjanához 1831. október 5-én született. Az első fejezet 1825 februárjában látott napvilágot, a második fejezet 1826 októberében, a harmadik 1827 októberében. 1828 elején egyszerre két fejezet is megjelent, a negyedik és az ötödik, márciusban pedig a hatodik. Két év szünet után, 1830 márciusában került az olvasók elé a hetedik fejezet, 1832 januárjában pedig a nyolcadik. 1830. október 19-én Puskin elégette a tizedik fejezetet (Anyegin utazása lett volna eredetileg a nyolcadik, a végső kiadásban megjelent nyolcadik fejezet pedig eredetileg kilencedik fejezet lett volna; összesen pedig 25 fejezetet tervezett, végül azonban nem írt többet). Egységes kiadásként 1833 márciusában jelent meg. Jurij Lotman szerint ez a hosszú alkotóidő az oka annak, hogy a műben több helyen is ellentmond önmagának az író. Így például a harmadik fejezet 31. strófájában a narrátor elmondja, hogy nála van Tatjana levele, „Szentségként őrizem, becézem, / S betelni nem tudok vele”, a nyolcadik fejezetben azonban Anyegin őrzi azt: „A lány, ki írott vallomásban / – Az írást még őrizgeti – / Feltárta hű szívét neki”. A mű néhol töredékes, ami egyrészt a korabeli cenzúrának köszönhető, másrészt azonban a romantika töredékkultuszával is magyarázható: egyes sorokat elhagy a költő, mert nem elégedett vele, míg más sorok a romantika elérhetetlen tökéletesség-eszménye miatt „megírhatatlanok”.

## Műfaja, témaköre, szerkezete

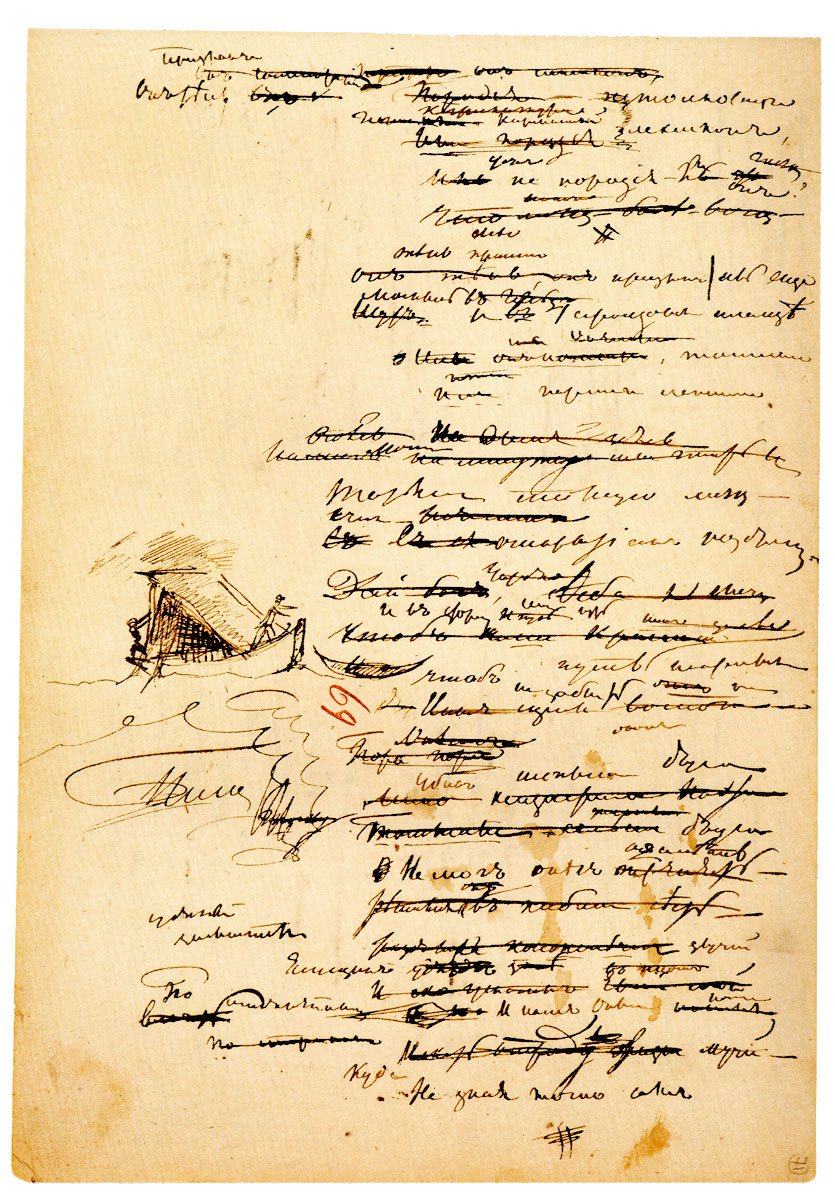
Az Anyegin kéziratának egyik oldala, 1828.

Az Anyegin a romantika korszakában született, de legalább ennyire magán viseli a realizmus jegyeit is. Utóbbi leginkább az orosz élet szociográfiájának hiteles lefestésében rejlik, ami miatt Belinszkij az „orosz élet enciklopédiájának” nevezte. Műfaja verses regény, melyet George Byrontól kölcsönzött, főként a Childe Harold zarándokútja című műve volt Puskinra nagy hatással. Ez egy kevert műfaj, a cselekményesség miatt az epika műnemébe tartozik, ugyanakkor lírai jellegű is, az író a hősökkel kapcsolatos érzéseit, a történésekkel kapcsolatos gondolatait is megosztja az olvasóval. Anyegin az epikus, az író (narrátor) pedig a lírai főhős. A mű jambikus ritmusú, úgynevezett Anyegin-strófában íródott: υ – | υ – | υ – | υ – | (υ), rímképlete AbAbCCddEffEgg.
Szerkezetét tekintve az Anyegin szimmetrikus, átgondolt mű, nyolc fejezetből áll. Az első fejezet a pétervári aranyifjak életét mutatja be, a második az ezzel teljesen ellentétes vidéki, földesúri világot, a harmadik és negyedik fejezetben bontakozik ki Tatjana és Anyegin története, az ötödik fejezet amolyan középpontként szolgál, falusi babonák közepette Tatjana megálmodja szerelmük tragikus végét, a hatodik fejezet a csúcspont, Lenszkij halála a párbajban; a fejezet végén Anyegin elutazik, Tatjana pedig Moszkvába kerül. A nyolcadik fejezet zárja le a szimmetriát, ezúttal Anyegin esik szerelembe, és Tatjana az, aki elutasít. A cselekményt át-átszövi Puskin személyes története is, mindezek ellenére azonban a történet rendkívül egyszerű, ami inkább a realista irányvonalat erősíti, a romantika egyik jellegzetessége ugyanis a szövevényes, több szálon futó cselekmény. A pétervári nemesség élete tárul az olvasó elé, miközben szemtanúja lehet Jevgenyij és Tatjana be nem teljesülő szerelmének. A mű fő témája az orosz nemesek tartalmatlan, céltalan élete, a spleen vagy világfájdalom, ami miatt Anyegin is unja az életét és nem találja a helyét. Puskin rokonszenvezik főhősével, de ugyanakkor kritikusan is szemléli őt. Anyeginben megvan a képesség a változásra, az értelmes életre, hiszen író akar lenni, frissen örökölt gazdaságában reformokkal kísérletezne, ám hiányzik belőle a kitartás és az akaraterő, felületesnek bizonyul emberi kapcsolataiban is, pillanatnyi érzelmei alapján dönt. Puskin kritikusan szemléli Lenszkij romantikus, idealista eszméit is, melyek a fiatalember értelmetlen halálával együtt pusztulnak el, rámutatva életképtelenségükre. Anyeginben teljesedik ki tehát az orosz irodalomra oly jellemző „felesleges ember” típusa. Puskin finom ecsetvonásokkal ábrázolja az orosz irodalom egyik legemlékezetesebb nőalakját, Tatjanát is. Tiszta és nemes, kötődik az orosz földhöz, a hagyományokhoz, bár Anyeginhez írt levelét franciául fogalmazza, ami utal a korabeli nemesi származású lányok neveltetésére. Fiatalkorában Tatjana felülemelkedik a társadalmi szokásokon, hiszen a korabeli orosz társadalomban illetlenség volt egy nőnek kezdeményeznie és feltárnia szívét egy férfi előtt. Később, amikor már férjezett, és Anyegin ír hozzá szerelmes levelet, Tatjana mégis tiszteletben tartja a társadalmi elvárásokat, és egy erkölcsös, férjezett asszonyhoz méltóan visszautasítja Anyegint, a férfival ellentétben meggondoltan, a következményekre is gondolva dönt, ezzel erkölcsileg felülemelkedik Jevgenyijen.

## Az irodalomban

### Kritika és értelmezés
Az Anyeginnek számos kritikai elemzése jelent meg, amelyek szakaszokra bonthatók. A korabeli kritika jórészt pozitívan fogadta, Belinszkij realista szempontok szerint elemezte a művet, ami később a szovjet kritikában is újjáéledt.

#### Korabeli kritika
A verses regény azonnali hatását lehet vizsgálni a korabeli, 1840-ig megjelent kritikákon keresztül. Puskin maga úgy vélekedett, hogy a korabeli orosz társadalomban nem létezett irodalomkritika. Ennek a véleményének az Anyegin nyolcadik fejezetének előszavában is hangot adott, ezt azonban az első teljes kiadás során mellőzték. Paul Debreczeny, a North Carolina Egyetem professzora három társadalmi csoporthoz köti a korabeli Anyegin-kritikákat: a „konzervatívokhoz”, akik szigorú formai és nyelvészeti követelmények szerint vizsgálták a művet; a romantikusokhoz, akik a romantikára jellemző elemeket keresték Puskin műveiben; valamint egy moszkvai csoporthoz, az ún. „filozófusokhoz”, akik a korabeli német filozófia alapján az orosz nemzettudatot keresték benne. Az első komoly kritika a romantikusok táborába tartozó Nyikolaj Alekszejevics Polevoj tollából származott, aki a mű méltatásában sok elemet átvett Puskin eredeti előszavából, azonban egy fontos gondolatot is felvetett, miszerint az Anyegin nem francia vagy angol művek (Byron) másolata, hanem az oroszságra jellemző, az orosz tudatot közvetíti. Az első néhány fejezetet lelkesen és ovációval fogadta mind a közönség, mind a kritika. A hetedik fejezetet jórészt negatív kritika érte. A legnagyobb csapás Puskin számára Faggyej Bulgarin kritikája volt, aki „teljes bukásnak” ítélte ezt a fejezetet. Összességében véve a költő életében és halála utáni tíz évben megjelenő kritikák leginkább az Anyegin eredetiségével, a címszereplő karakterével, a műfaj meghatározásának problematikájával (regény vagy lazán összefűzött történetek), Tatjana nagyszerűségével és a verseléssel foglalkoztak.

#### Belinszkij és kortársai

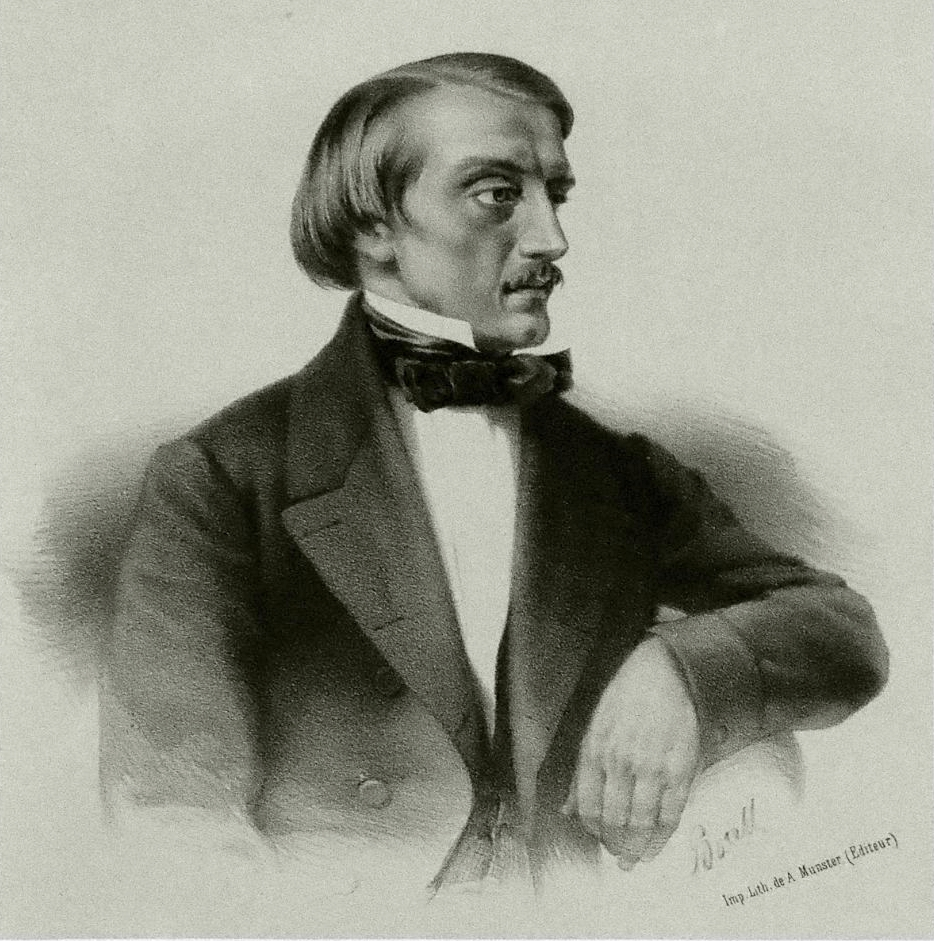
Belinszkij, Puskin első igazi kritikusa

Az első igazi, komoly és mélyre ható kritikát az Anyeginről – és általában Puskinról – Visszarion Belinszkij írta, 1843 és 1846 között. Véleménye szerint az embert ugyan a természet szüli, de a társadalom neveli és alakítja, és a társadalom elől nem lehet elmenekülni. Ennek a determinizmusnak a fényében vizsgálja az Anyegin szereplőinek jellemét is. Belinszkij szerint a nemzetiség, nemzettudat (narodnoszty) fogalma nem a népművészetet, a népi motívumokat jelenti, hanem azt, hogy az író képes megérteni és megjeleníteni a nemzetre jellemző egyéni gondolkodásmódot, és a nemzeti valóságot ábrázolni – és Puskinnak pontosan ezt sikerült elérnie az Anyeginben, így az „orosz élet enciklopédiájává” vált. A Belinszkijt követő kritikák jórészt két iskolához köthetőek, az egyik, Druzsinyin, Katkov és Grigorjev képviseletében Puskint, mint költőgéniuszt értelmezte, míg a másik, Csernisevszkij, Dobroljubov és Piszarev társasága, az író, mint társadalomkritikus szerepét helyezte előtérbe. Az 1880-as és 90-es években valóságos Puskin-mítosz bontakozott ki, az 1899-es évforduló alkalmából több, a költőt és műveit dicsérő írás látott napvilágot.

#### Szovjet kritika
Az 1917-es forradalom utáni években az irodalomkritikusokat jórészt az foglalkoztatta, hogyan helyezzék el Puskint az új rendszerben, ideológiában. A futuristák például elavultnak minősítették, akit „le kell dobni a modern idők gőzhajójáról”. Sklovszkij, a szöveg, a verselés, a szókincs és más aspektusok elemzése során felveti a kérdést, hogy Puskin valójában nem paródiának szánta-e művét. Fontos állomás volt az Anyegin-kritika történetében a formalista Tinyanov 1921-es írása, amely rámutat, hogy az elődök hibásan realista regényként elemezték a művet, és figyelmen kívül hagyták a lírai, költői eszközöket, azt, hogy a prózai mondanivalót Puskin lírai formában közölte, és hogy milyen kihívásokat állított ez a költő elé.
A sztálini időszak kritikája a korszak társadalmi realizmus-iskoláinak megfelelően értelmezte a művet. Politikai megfontolásokból a „nemzet költőjének” dekabrista kapcsolatait is hangsúlyozták. A szovjet Puskin-bizottság a költőt az orosz irodalmi nyelv megalkotójának, és az új orosz irodalom úttörőjének nevezte. Az 1940-es és 50-es években újraéledt a realista Belinszkij-vonal az Anyegin (és általában véve Puskin) kritikáját tekintve és főképp Jevgenyij karakterével, a pozitív vagy negatív hős problematikájával foglalkozott.

#### Nyugati kritika

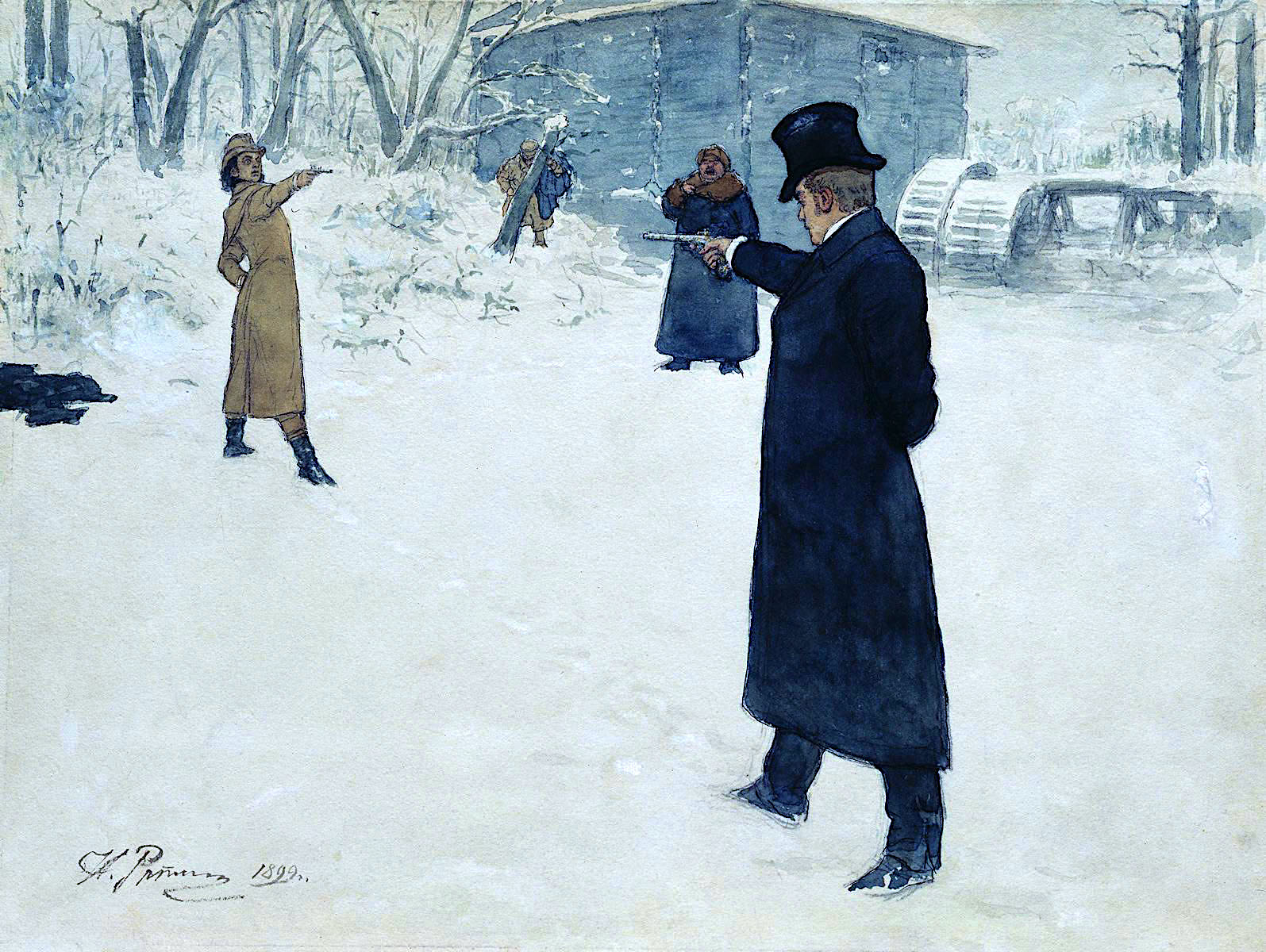
Lenszkij és Anyegin párbaja. Ilja Repin festménye, 1899.

A nyugati kritika kétféle szálon épül fel, egyrészt az orosz emigránsok, másrészt pedig a nyugati kultúrán nevelkedett, Puskint jórészt csak fordításokból ismerő nyugati kritikusok írásaiból. Bár már korábban is jelentek meg vélemények angol nyelven, az 1960-as években fordítottak a nyugati kritikusok igazán figyelmet az Anyeginre. Az első esszék ebben a témában leginkább a mű „lefordíthatatlanságára” koncentráltak, és a későbbi orosz realizmus hírnökeként tekintettek a műre. Az első igazán komoly értelmezés Richard Freeborn tollából származik, aki 1973-as, The Rise of the Russian Novel from ’Onegin'’to ’War and Peace’ című munkájában az Anyegin legnagyobb értékének Tatjana a társadalommal szemben tanúsított erkölcsi felülemelkedését tartja. Az egyik legfontosabb nyugati Anyegin-kritika John Bailey Pushkin: A Comparative Commentary című 1971-es műve, amely az európai irodalom kontextusán belül értelmezi a művet.
A puskini verses regény belső világának elemzése azt bizonyítja, hogy ez a mű potenciális, kibontatlan állapotban magában rejti az orosz regény egész további történetét.

### Hatása más művekre
Jevgenyij Anyegin – felesleges ember. A felesleges embertípus a klasszikus orosz irodalom egyik alaptípusa. Nem is ő volt az első ebből a körből. Turgenyev legtöbb hőse is ilyen, az egyik leglátványosabb példa pedig Goncsarov Oblomovja. Lermontov Korunk hőse című művének főszereplője, Pecsorin is ilyen. A magyar irodalomra is hatással volt, például Arany László A délibábok hőse c. művére is. Hatására (és Byron hatására is) terjedt el a hazai költők körében a verses regény műfaja. Közvetve ugyan (Puskin és más kortárs orosz írók egyéb műveivel együtt), Jókai Mór orientalista érdeklődésének is egyik kiváltó oka. Krúdy Gyula A vörös postakocsi című regényének minden fejezete előtt Anyegin-mottó olvasható.

## Magyar fordítások
Az Anyegin magyar nyelven először 1866-ban jelent meg Bérczy Károly fordításában. Bérczy eleinte német fordítás alapján, később az eredeti orosz alapján dolgozott, négy éven át. Néhány kritikus „magyartalannak” és „erőltetettnek” találta, mások szerint viszont olyan zamata van fordításának, mint a „nehezen érő aszúszőlőnek”: idővel egyre jobbnak és jobbnak tűnik.
Bérczy után számos más költő és műfordító is megpróbálkozott az Anyegin fordításával, többek között Áprily Lajos, Galgóczy Árpád, Baka István, Térey János, Vas István és Weöres Sándor is. Hírhedten rossz, paródiába illő fordításnak tartják Mészöly Gedeonét. Áprily fordítása elterjedt, a kritikusok is dicsérték, Fodor András szerint „Áprily fordítását elsősorban azért kell nagyra becsülnünk, mert közelebb visz bennünket az eredeti műhöz, mert a közvetlen puskini hang, a korabeli orosz élet színesen eleven rajza, költői gazdagsága minden eddiginél hívebb formát kapott benne”. 2008-ban olyan kötet is napvilágot látott, ami a különféle Anyegin-fordításokból válogat, összehasonlítva a régebbieket a modernebb, Puskint új színben bemutató fordításokkal.
Tatjana levelének részlete több műfordító tollából:
| Я к вам пишу – чего же боле? Что я могу ещё сказать. Теперь я знаю, в вашей воле Меня презреньем наказать Az orosz eredeti | Én írok önnek- e lépéssel Mondhatok-e még egyebet? Ön – jól tudom – most megvetéssel Büntethet, sújthat engemet. Bérczy Károly | Én írok önnek. Szörnyűség ez – Mást nem lehet rá mondanom. Az elítélő megvetéshez Van is joga most, jól tudom Mészöly Gedeon | Én írok levelet magának – Kell több? Nem mond ez eleget? Méltán tarthatja jogának Hogy most megvessen engemet. Áprily Lajos | Irok magának – mit tehetnék? Mit mondhatnék ezenkívül? Tudom, hogy megvet, és lehet, még meg is büntet kegyetlenül. Galgóczy Árpád |

### Fontosabb magyar kiadások
- Puskin Sándor: Anyégin Eugén. Regény versekben; ford. Bérczy Károly; Emich Ny., Pest, 1866
- Puskin Sándor: Anyégin Eugén. Verses regény; ford. Bérczy Károly, sajtó alá rend. Bárczy Gusztáv; Rózsavölgyi, Bp., 1920
- Anyégin Eugén. Verses regény; ford. Mészöly Gedeon; Keresztes, Bp., 1945
- Jevgenyij Anyegin. Verses regény; ford. Áprily Lajos; Új Magyar Kiadó, Bp., 1953
- Két magyar Anyegin. Puskin verses regénye; ford. Bérczy Károly, Áprily Lajos, esszé Bérczy Károly, Krúdy Gyula; Európa, Bp., 1984
- Jevgenyij Anyégin. Verses regény. Teljes, gondozott szöveg; ford. Galgóczy Árpád, szöveggond., jegyz. Gránicz István; Ikon, Bp., 1992 (Matúra Klasszikusok)
- Anyegin / Válogatott írások; ford. Áprily Lajos, Márkus Gyula, Wessely László; Magyar Könyvklub, Bp., 2002 (Iskola – könyv)
- Jevgenyij Anyegin; ford. László György; László György, Bp., 2009

## A művészetekben

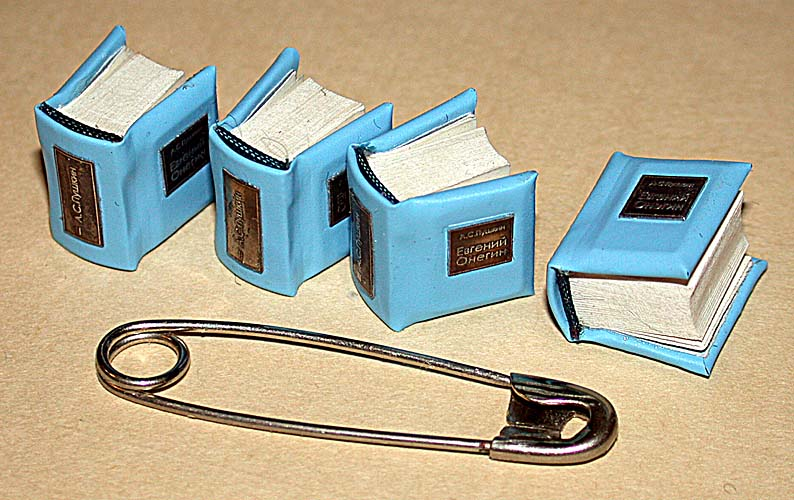
Orosz mikrokiadványok (8 × 9 mm), köztük az Anyegin (balról a harmadik)

Az Anyegin később más művészetekben is megjelenik, az egyes kiadásokat neves orosz festők illusztrálták, így például Ilja Repin több akvarellt is készített ebben a témában. A mű leghíresebb zenei feldolgozása Csajkovszkij azonos című operája, amely 1877–78-ban született, és 1879-ben, a moszkvai Malij Színházban (Kisszínház) mutatták be először. 1981-ben a kortárs orosz zeneszerző, Scsedrin kórusművet írt Строфы «Евгения Онегина», для хора а капелла по роману в стихах А. Пушкина (Az Anyegin sorai a cappella kórusra A. Puskin verses regénye alapján) címmel. A filmművészet is többször feldolgozta a verses regényt, 1911-ben, a Vaszilij Goncsarov-rendezte fekete-fehér némafilmen Pjotr Csardinyin alakította Jevgenyij Anyegint. 1958-ban az operát filmesítették meg a Szovjetunióban, Anyegint Vagyim Medvegyev alakította, akinek Jevgenyij Kibkalo kölcsönözte énekhangját, Tatjanát Ariadna Sengelaja alakította, énekhangját pedig Galina Visnyevszkaja opera-énekesnő adta. 1999-ben Onegin címmel Hollywood is megfilmesítette a történetet Ralph Fiennesszal és Liv Tylerrel a főszerepben. Az Anyegin többször is megjelent mikrokiadásban, legutóbb 2002-ben Anatolij Konyenko készítette el.